# フロム・ファイブ
フロム・ファイブ（英: From Five）は、かつて存在した日本の政党。
政党名は、「5人でメッセージを発信していく」を意味する。

## 党史

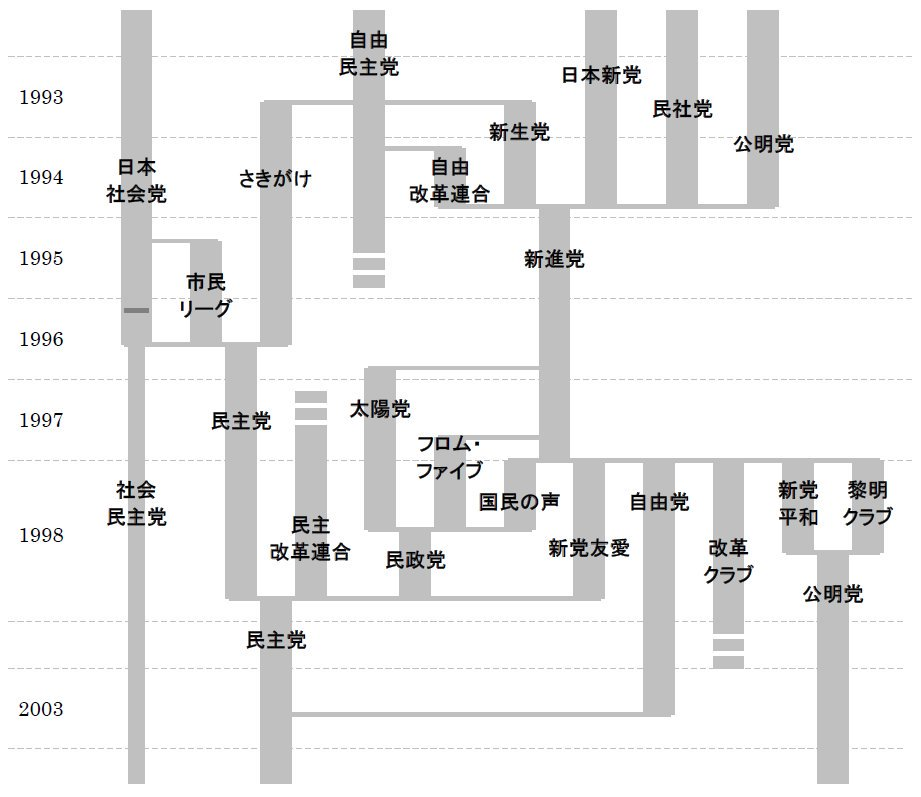
1990年代の政党の離合集散

### 結党
新進党分党以前の1997年6月に新進党を離党していた旧日本新党の細川護熙を代表として、細川と同じく新進党を離党していた樽床伸二、上田清司、円より子と、自由連合が党名変更した「自由の会」唯一の国会議員だった江本孟紀の5名（衆院3名・参院2名）によって12月26日に結成された。法律上は、自由の会の名称変更という形をとった。

### 解党
年明けの1998年1月には新進党分党を受け、参議院議員の寺澤芳男が入党した。
1月8日にはフロム・ファイブ、太陽党、旧民主党、新党友愛、国民の声、民主改革連合が院内会派「民主友愛太陽国民連合」（民友連）を結成した。1月23日には太陽党、国民の声、フロム・ファイブが合流し、民政党を結成したことにより、フロム・ファイブは結党より一か月も経たずに解散した。

### その後
4月27日には民主党、民政党、新党友愛、民主改革連合が合流し、新・民主党を結成した。

## 歴代代表一覧
| 代 | 代表 | 代表     | 在任期間                                      |
| -- | ---- | -------- | --------------------------------------------- |
| 1  |      | 細川護熙 | 1997年（平成9年）12月 - 1998年（平成10年）1月 |